# Moussa Hassani
Le colonel Moussa Hassani est un indépendantiste et homme politique algérien.
Secrétaire général de l'état major de l'ALN à Tunis, il devient député à l'assemblée constituante et ministres des PTT. Démis de ses fonctions le 25 avril 1963, il entre en dissidence de juillet 1964 et crée un maquis dans le nord constantinois, il rejoindra le CNDR. Le 19 janvier 1965, il se met «à disposition du pouvoir légal» et abandonne toute activité politique.

## Fonctions
- 1962-1963, Député à l'assemblée constituante.
- 1962-1963, Ministres des Postes et Télécommunications.